# San Francisco Vikings Soccer Club
O San Francisco Vikings Soccer Club é um clube de futebol em San Francisco, Califórnia . Fundado em 1922, o clube disputa a San Francisco Soccer Football League, 

## História
O Vikings Soccer Club começou no outono de 1922 com um grupo de jogadores seniores. Eles eram os membros fundadores de todas as organizações de futebol locais e estaduais: a California Soccer Association - North (Cal North Soccer),  a SFSFL  e a United States Youth Soccer Association . 
Ernie Feibusch e seu irmão jogaram pelosvikings e continuam seu envolvimento até hoje.  O Sr. Feibusch atua no Conselho de Administração, oferece ao San Francisco Vikings cursos de árbitros e de treinamento, joga aos domingos com os stumblers (um programa aonde qualqu jogador pode jogar, independente da idade) e também treina o nível Sub-19. Ernie Feibusch foi introduzido no Hall da Fama do Futebol Nacional em 1984. 
Os vikings desenvolveram um programa para jovens em 1939, sob a liderança do falecido Derk Zylker, Sr. Infelizmente, a Segunda Guerra Mundial se intrometeu e o programa só voltou a ocorrer em 1952. Os Vikings também foram o primeiro clube a promover o programa para menores de 8 e 10 anos em 1974. O clube também pilotou o programa Microsoccer Under 5. 